# Vanhoeffenura pulchra
Vanhoeffenura pulchra är en kräftdjursart som först beskrevs av Hansen 1897.  Vanhoeffenura pulchra ingår i släktet Vanhoeffenura och familjen Munnopsidae. Utöver nominatformen finns också underarten V. p. pulchra.